# Alfard
Alfard o Alphard (α Hya / α Hydrae / 30 Hya) es la estrella más importante de la constelación de Hidra con magnitud aparente +1.99. Su nombre proviene del árabe فرد|الفرد (Al Fard, ‘la solitaria’), describiendo apropiadamente su posición en una región bastante vacía al suroeste de Régulo (α Leonis). Otro nombre que recibe la estrella, este proveniente del latín, es Cor Hydrae, por su ubicación en donde estaría el corazón del monstruo. 
Alfard es una gigante naranja de tipo espectral K3II-III con una temperatura efectiva de 4000 K, no muy diferente a Arturo (α Bootis) o Aldebarán (α Tauri). Más luminosa que ambas —con una luminosidad visual 400 veces mayor que la del Sol— es considerada una gigante luminosa. Sin embargo, la gran distancia que nos separa de ella, 177 años luz, hace que en el cielo aparezca menos brillante que estas. Su radio es 40 veces más grande que el radio solar. Tiene aproximadamente el triple de masa que el Sol y su edad se estima en 420 millones de años.
Alfard está considerada una estrella de bario «leve»; se piensa que estas estrellas son binarias en donde el exceso de bario proviene de la componente secundaria que en el pasado contaminó a la que hoy es la estrella visible. La estrella contaminante, que evolucionó antes, hoy es una enana blanca difícil de detectar.